# Lamourouxia macrantha
Lamourouxia macrantha är en snyltrotsväxtart som beskrevs av M. Mart. och Gal.. Lamourouxia macrantha ingår i släktet Lamourouxia och familjen snyltrotsväxter. Inga underarter finns listade i Catalogue of Life.